# Changzhou

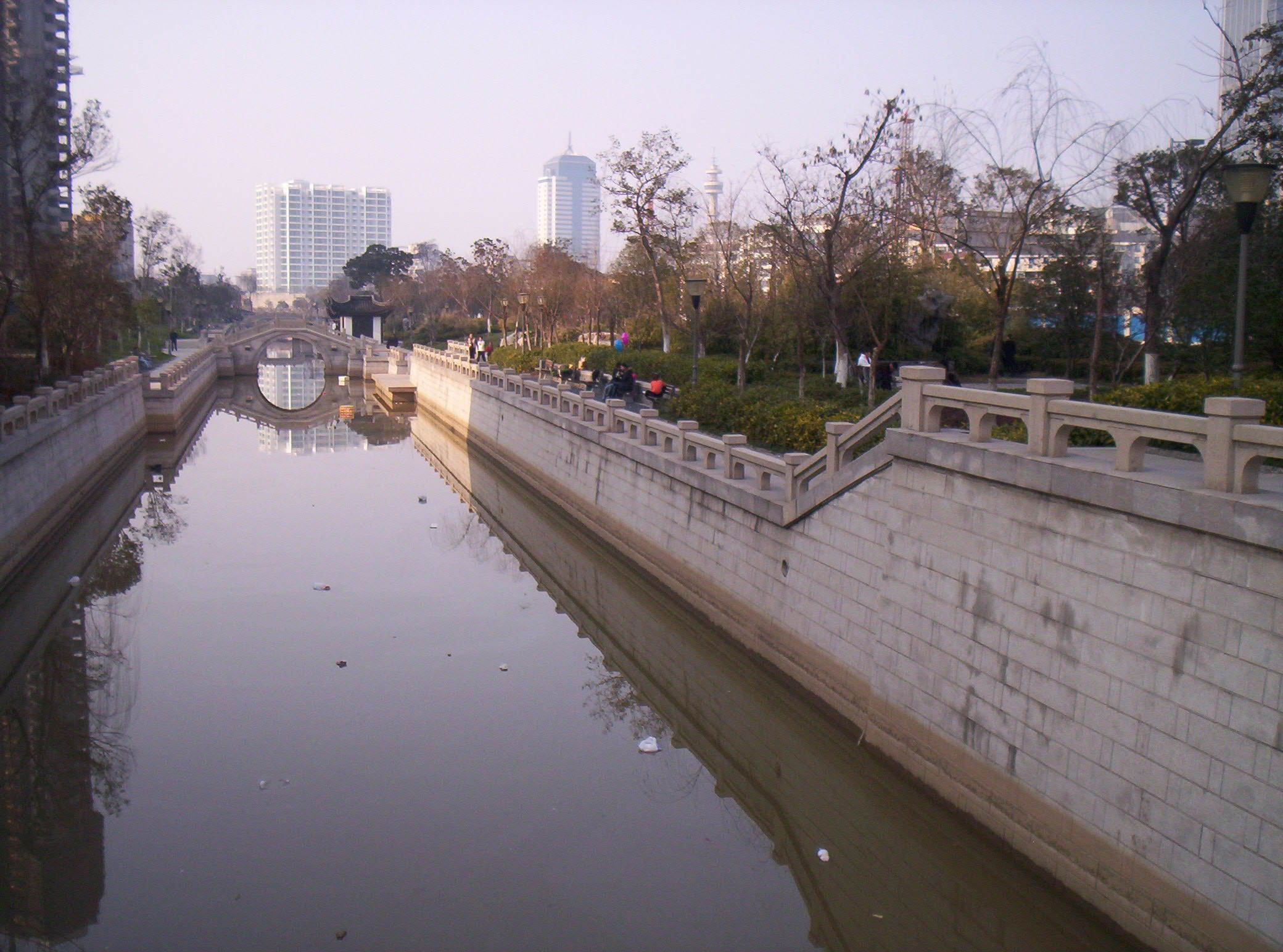
Changzhou

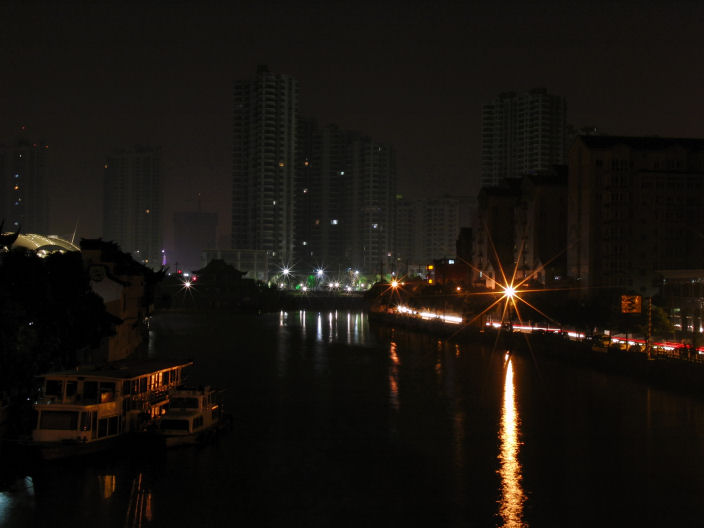
Changzhou

Changzhou (chinesisch 常州, Pinyin Chángzhōu, W.-G. Ch'ang2-chou1, veraltet nach Post Changchow) ist eine bezirksfreie Stadt in der Provinz Jiangsu der Volksrepublik China.
Changzhou hat eine Fläche von 4.385 km² und 5.278.121 Einwohner (Stand: Zensus 2020).

## Administrative Gliederung
Die Stadt setzt sich aus fünf Stadtbezirken und einer kreisfreien Stadt zusammen. Diese sind:
- Stadtbezirk Zhonglou (钟楼区,  Zhōnglóu Qū)
- Stadtbezirk Tianning (天宁区,  Tiānníng Qū)
- Stadtbezirk Xinbei (新北区,  Xīnběi Qū)
- Stadtbezirk Wujin (武进区,  Wǔjìn Qū)
- Stadtbezirk Jintan (金坛区,  Jīntán Qū)
- Stadt Liyang (溧阳市,  Lìyáng Shì)

## Allgemeines
Die Geschichte von Changzhou reicht über 2500 Jahre zurück. Heute gilt die Stadt eine stark wachsende Industriestadt mit dem China Dinosaur Park als eine der touristischen Attraktionen.
Changzhou liegt südlich des Jangtse an den Eisenbahn- und Autobahnverbindungen von Shanghai nach Nanjing. Der Flughafen liegt etwa 15 Kilometer vom Stadtzentrum entfernt.
Die Stadt wird vom stark befahrenen Kaiserkanal durchschnitten.
Seit 2019 verfügt Changzhou mit der Changzhou Metro über eine U-Bahn.

## Wirtschaft
Traditionell ist Changzhou für die Herstellung von Kämmen berühmt. Heute ist die Stadt eine stark wachsende Industriestadt mit einem Schwerpunkt im Recycling von Silizium und der Herstellung von Ingots, Wafern, Solarzellen und Solarmodulen. MAN eröffnete hier im November 2008 ein Werk, und das taiwanische Unternehmen Kymco unterhält hier eine ihrer Produktionsstätten für Motorroller. Die Firma Wilo hat im Oktober 2023 eine Fabrik für Wasserpumpen offiziell eröffnet.

## Bauwerke
Das Modern Media Center war bei der Eröffnung im Jahr 2013 das höchste Gebäude der Stadt.
In der Stadt befindet sich das 38.000 Zuschauer fassende Changzhou Olympic Sports Center.

## Städtepartnerschaft
- 1997 Tilburg, Niederlande
- 1998 Hurstville City, New South Wales, Australien
- 2008 Eskişehir, Türkei
- 2015 Essen, Deutschland[3]
- 2015 Minden, Deutschland

## Söhne und Töchter der Stadt
- Yuen Ren Chao (1892–1982), chinesischer Sprachwissenschaftler
- Hong Shen (1894–1955), Filmautor[4] in den Anfängen des chinesischen Films
- Liu Haisu (1896–1994), Kunstmaler[5]
- Qu Qiubai (1899–1935), chinesischer Politiker, Autor, Übersetzer
- Zhou Youguang (1906–2017), Ökonom und Linguist
- Hua Luogeng (1910–1985), Mathematiker
- Yuan-Cheng Fung (1919–2019), US-amerikanischer Ingenieurwissenschaftler
- Doris Ying Tsao (* 1975), US-amerikanische Neurowissenschaftlerin
- Ding Feng (* 1987), Sportschütze
- Sun Yawei (* 1987), Hürdenläuferin
- Ning Qin (* 1992), Freestyle-Skierin
- Zhang Changning (* 1995), Volleyball- und Beachvolleyballspielerin
- Yang Xiaolei (* 2000), Bogenschützin